# Priniás (santuario de altura)
Priniás o Zu Priniás (en griego, Πρινιάς) es un yacimiento arqueológico con restos de un santuario minoico. Está ubicado en el este de la isla de Creta (Grecia), en el municipio de Sitía, cerca del pueblo de Zu. Debe distinguirse de la localidad de Priniás, que también está situada en la isla de Creta.  
Este yacimiento arqueológico fue descubierto por Paul Faure en 1965 y explorado por Kostis Davaras en 1971. Está distribuido en tres terrazas de la cima de un monte de unos 800 m y en él se han encontrado restos de un santuario de montaña que estuvo en uso en el periodo minoico medio. Pese a que el  yacimiento ha sido objeto de saqueos se han realizado hallazgos que incluyen figurillas antropomórficas, figurillas de animales (entre ellos un escarabeo), piezas de cerámica, guijarros y restos de ceniza. En el lugar existen formaciones rocosas naturales pero no se han encontrado restos arquitectónicos.